# Seznam osebnosti iz Mestne občine Nova Gorica
Seznam osebnosti iz Mestne občine Nova Gorica vsebuje osebnosti, ki so se rodile, delovale ali umrle na ozemlju današnje Mestne občine Nova Gorica.
Povezani članki: 
- Znani Solkanci
- Osebnosti, povezane z Lokovško planoto

## Rojeni pred 17. stoletjem
- Plemiška družina Reifenberg (13. stoletje), družina je močno zaznamovala življenje spodnje Vipavske doline, posebej Branik, kjer so postavili utrdbo, kraj pa za takratne čase poimenovali Rihemberk.
- Attemsi: "Rodbina Attems se je pričela strmo vzpenjati s prehodom goriške grofije pod Habsburžane po letu 1500. Potem, ko je Beneška republika osvojila Furlanijo, je del družine ostal na gradu Attems, Nikolajev sin Friderik (1449-1517) pa je leta 1473 odšel v Gorico in tam postal vodja urada zadnjega goriškega grofa Leonharda Goriškega. Friderik je bil kot takšen potrjen tudi po smrti Leonharda leta 1500, ko ga je rimsko-nemški cesar Maksimilijan I. leta 1506 imenoval za dednega upravitelja nove habsburške goriške grofije."
- Coroniniji: Ob koncu 15. stoletja so se Coronini naselili v Furlaniji in Gorici. Johannes Coroninus je imel tri sinove, začetnike treh družinskih vej: kromberške, tolminske in šempetrske. Leta 1687 so postali grofi svetega rimskega cesarstva, še pred tem pa goriški (1604), koroški (1634), nato štajerski (1697) in kranjski (1705) deželni gospodje. Coronini so dosegli vplivna mesta v javnem in političnem življenju: Janez Krstnik (1794 - 1880) in njegov sin Franc Coronini iz šempetrske ter Alfred Coronini iz kromberške, ter na kulturnem področju: Rudolf in Karl Coronini prav tako iz kromberške veje.
- Lanthieriji: ugledna plemiška rodbina, po rodu iz okolice Brescie, ki se je na Goriškem naselila v drugi polovici 15. stoletja.
- Urška Ferligoj (rojena v Grgarju, živela v letih 1526–1544) pastirica, leta 1539 se ji je prikazala Marija, njeno videnje je bilo povod za izgradnjo cerkve na Sveti Gori.

## Rojeni v 17. stoletju
- Janez Krstnik Mellack (1628, Branik – 25. oktober 1710, Brno, Češka), zvonar.
- Andrej Batič (16. september 1636, Solkan – 17. junij 1702, Trst), duhovnik, jezuit.
- Janez Marija Žbogar (maj 1654, Solkan – 1701, Praga, Češka), teolog, duhovnik, redovnik, barnabit.
- Fran Ksaverij Bensa (1679, Solkan – 1750, Dunaj, Avstrija), zdravnik. Sodeloval je pri zatiranju kuge na Dunaju, o tem napisal tudi knjigo.

## Rojeni v 18. stoletju
- Marko Anton Plenčič (28. april 1705, Solkan – 25. november 1786, Dunaj, Avstrija), zdravnik. V svoji knjigi Opera medico-physica je opisal teorijo o mikroorganizmih. Dobil je naziv častnega profesorja na dunajski medicinski fakulteti ter plemiški in viteški naziv, ki mu ga je podelila Marija Terezija.
- Anton Mihelič (10. maj 1748, Solkan – 19. avgust 1818, Praga, Češka), zdravnik, fiziolog. Na praški medicinski fakulteti je predaval fiziologijo in patologijo, ter bil tudi dekan fakultete in rektor univerze v Pragi.
- Peter Budin (21. februar 1770, Grgar – 7. januar 1858, Gorica), duhovnik, generalni vikar, šolnik.
- Valentin Stanič (12. februar 1774, Bodrež – 29. april 1847, Gorica), pesnik, alpinist, duhovnik, kanonik.
- Jožef Jakob Tominc (6. junij 1790, Gorica – 22. april 1866, Gradišče nad Prvačino), slikar.
- Andrej Gollmayer (28. november 1797, Radovljica – 17. marec 1883, Gorica, pokopan na Sveti Gori), teolog, duhovnik, škof.

## Rojeni v 19. stoletju
- Alojzij Filipič msgr., Botanik, Pridigar, narodnozavedni "Čedermac" z roba Trnovskega gozda in Častilec Svetogorske Kraljice (Rojen 25.05.1888 v Ravnici pri Grgarju na Matjolovi domačiji, pokopan 31.12.1963 na Sv.Gori) Nekaj o delu in življenju je zbranega v knjižici "GRADITELJI SLOVENSKEGA DOMA - 9" izdane pri reviji Ognjišče, uredila Irena Breščak - prof. na Škof.Gimnaziji Vipava
- Janez Evangelist Červ (28. december 1809, Gorski Vrh – 15. november 1874, Libušnje), duhovnik, narodni buditelj. Bil je Gregorčičev vzgojitelj, pred nastankom čitalnic je ustanovil župnijsko knjižnico, da je vsem priskrbel primerno čtivo.
- Andrej Čehovin (26. avgust 1810, Spodnja Branica – 10. september 1855, Baden, Avstrija), častnik.
- Štefan Kociančič (25. december 1818, Vipava – 9. april 1883, Gorica), jezikoslovec, zgodovinar, duhovnik, teolog.
- Josip Doljak (29. maj 1820, Grgar – 17. maj 1861, Trst), politik, sodnik.
- Matija Doljak (6. februar 1822, Grgar – 5. januar 1875, Solkan), politik, župan.
- Andrej baron Winkler (10. november 1825, Nemci – 16. marec 1916, Gradec, Avstrija), politik, pravnik z nazivom dr., predsednik dežele Kranjske (5.5.1880-7.10.1892), krminski in tolminski okrajni glavar, poslanec v goriško-gradiškem deželnem zboru in v državnem zboru na Dunaju; velikokrižnik Franc-Jožefovega reda, vitez reda železne krone II. stopnje, častni meščan Ljubljane in številnih drugih mest, trgov in občin na Kranjskem in Primorskem
- Anton Winkler (4. april 1831, Nemci - 4. januar 1905, Nemci - Trnovo), župan Trnovske planote (1871-1881), odlikovan s srebrnim križcem s krono - odličjem cesarja Franca Jožefa; brat dr. Andreja barona Winklerja; posedoval gostišče s prenočišči v vasi Nemci
- Frančišek Doljak (5. marec 1829, Grgar (Zagorje) - 10. oktober 1905, Št. Andraž na Koroškem)[1], duhovnik, jezuit, cerkveni govornik, ljudski misijonar
- Andrej Komel (3. oktober 1829, Solkan – 12. november 1892, Gradec), častnik avstrijske vojske. Slovenska vojska je po njem poimenovala šolo za podčastnike in medaljo za kulturne dosežke in promocijo Slovenske vojske Andrej Komel, plemeniti Sočebran.
- Andrej Žnidarčič (2. december 1835, Gradišče nad Prvačino – 31. julij 1913, Šempeter pri Gorici), narodni buditelj, šolnik, duhovnik.
- Blaž Bitežnik (30. januar 1836, Grgar – 9. januar 1916, Gorica), kipar, kamnosek.
- Josip Gabrijevčič (30. januar 1840 Prilesje, Plave – 24. marec 1909, Gorica, pokopan na Sveti Gori), teolog, duhovnik, konzistorialni svetnik, narodni delavec, politik.
- Franc Krašan (2. oktober 1840, Šempas – 12. maj 1907, Gradec), botanik.
- Tomaž Jug (20. december 1841, Solkan – 25. julij 1927, Solkan), šolnik.
- Matej Andrejevič Terenovec (3. september 1842, Grgar – 10. oktober 1913, Trst), pravnik, publicist, narodni buditelj, prevajalec.
- Aleksij Rafael Rojic (27. avgust 1844, Zalošče – 26. februar 1927, Gorica), zdravnik, okulist, politik.
- Simon Gregorčič (15. oktober 1844, Vrsno pod Krnom – 24. november 1904, Gorica), pesnik, duhovnik.
- Anton Červ (20. januar 1846, Koritnica – 13. december 1891, Koritnica), zgodovinar, nabožni pisatelj, duhovnik.
- Blazij Grča (29. januar 1846, Spodnja Bela pri Preddvoru – 25. december 1962, Šenčur), politik, publicist, duhovnik, konzistorialni svetnik.
- Franc Podgornik (6. julij 1846, Čepovan – 16. september 1869, Dunaj), publicist.
- Štefan Širok (6. januar 1847, Prvačina – 29. december 1908, Prvačina), publicist, pesnik, urednik.
- Štefan Širok (4. april 1849, Ravnica – 10. april 1890, Mykolaïv, Ukrajina), publicist.
- Josip Golob (9. avgust 1849, Solkan – 15. marec 1905, Podgora, Italija), duhovnik, narodni delavec.
- Jožef Godnič (14. marec 1851, Komen – 23. februar 1929, Dornberk)[2], duhovnik.
- dr. Josip Stanič ( 6. maj 1852, Bate pri Grgarju - 27. maj 1925, Videm, Italija), odvetnik in politik
- Anton Laščak, * 21. september 1856, Gorica, Avstrijsko cesarstvo, † 1946, Kairo, Egipt; slovensko-italijanski arhitekt, inženir in pesnik, arhitekt vile in parka Rafut, kjer je občasno živel.
- Ivan Krajnik (4. september 1857, Solkan – 1927, Maribor), učitelj, kartograf.
- Josip Pavlica (12. december 1861, Branik – 5. oktober 1902, Gorica), kulturni delavec, socialni delavec, pisatelj, duhovnik.
- Alojzij Franko (10. marec 1863, Tolmin – 30. april 1921, Ljubljana), odvetnik, politik.
- Ljudevit Furlani (3. marec 1864, Branik – 24. junij 1913, Hove, Združeno kraljestvo), publicist, prevajalec.
- Clemente Constantino Del Neri (7. julij 1865, Gorica – 2. januar 1843, Gorica), slikar in restavrator.
- Ignacij Kralj (13. september 1865, Dornberk – 25. julij 1895, Gorica), esejist, duhovnik.
- Andrej Pavlica (1. september 1866, Branik – 29. december 1951, Gorica), pisatelj, sociolog, organizator, duhovnik. Bil je ustanovitelj Slovenskega katoliškega društva ter Ženskega delavskega društva Skalnica, predlagal je ustanovitev zavoda za slovenske sirote.
- Ivan Koršič (3. maj 1870, Solkan – 28. maj 1941, Solkan), duhovnik.
- Miroslav Plesničar (12. julij 1872, Puštle pri Čepovanu – 8. maj 1894, Idrija), prevajalec, učitelj.
- Frančišek Ambrož (2. december 1874, Kranj–Šmartin – 13. april 1916, Gorica), duhovnik, redovnik, franščiškan.
- Milan Klemenčič (7. marec 1875, Solkan – 5. februar 1957, Ljubljana ), slikar, lutkar, scenograf.
- Josip Srebrnič (2. februar 1876, Solkan – 21. junij 1966, Krk, Hrvaška), filozof, teolog, škof.
- Karel Podgornik (16. februar 1878, Čepovan – 28 januar 1962, Solkan), politik, odvetnik.
- Ivan Rejec (11. september 1878, Šebrelje – 2. avgust 1958, Zalošče), prevajalec, kulturni delavec, duhovnik.
- Anton Podgornik (15. maj 1881, Čepovan – 20. maj 1964, Ljubljana), agronom.
- Rihard Orel (29. november 1881, Prvačina – 11. januar 1966, Gorica), učitelj, glasbenik. Pisal je izvirna glasbena dela za zbore, klavir, orgle, priredbe in harmonizacije.
- Josip Godnič (20. april 1884, Komen – 19. februar 1949, Dornberk), duhovnik.
- Silvano Baresi (18. maj 1884, Podgrad – 1. februar 1958, Gradež, Italija), arhitekt. Njegova najbolj znana stvaritev je bazilika na Sveti Gori.
- Anton Pavšič (7. avgust 1886, Loke pri Kromberku - 10. april 1982, Gorica)[3], prof. matematike, ravnatelj
- Venceslav Bele (25. julij 1887, Višnjevik – 19. december 1938, Gorica), publicist, kulturni delavec pisatelj, duhovnik.
- Emil Hojak (1888, Grgar – 31. maj 1913, Levpa), krojač, pesnik, učitelj.
- Franc Gorkič (15. februar 1888, Vrtojba – 16. november 1972, Vrtojba), narodni in kulturni delavec, urednik.
- Alojz Filipič (31. maj 1888, Ravnica – 29. december 1963, Šempeter pri Gorici), duhovnik, naravoslovec.
- France Bevk (17. september 1890, Zakojca – 17. september 1970, Ljubljana, pokopan v Solkanu), pisatelj, pesnik, dramatik, publicist, prevajalec.
- Josip Štrukelj (13. april 1891, Solkan – 20. april 1977, Šempeter pri Gorici), častnik v vojaški mornarici, gospodarstvenik.
- Josip Bitežnik (29. avgust 1891, Solkan – 22. december 1960, Gorica), pravnik, časnikar, politik.
- Ludvik Zorzut (24. avgust 1892, Medana – 27. april 1977, Kanal), pesnik, publicist.
- Stanislav Pavlica (26. maj 1893, Branik – 20. januar 1991, Bologna, Italija), ,zdravnik dentalne medicine.
- Ivo Bric (26. december 1896, Dornberk – 2. junij 1943, Dornberk), prosvetni delavec.
- Mario Birsa (21. april 1897, Pristava pri Novi Gorici – 9. december 1969, Nova Gorica), ljudski pesnik, športnik, atlet.
- Doloroza Franko (16. februar 1898, Solkan – 27. januar 1976, Ljubljana), redovnica, pesnica, prevajalka, publicistka.
- Janko Kralj (18. avgust 1898, Saksid – 27. december 1944, Rim, Italija), publicist, politik, prevajalec.
- Avguštin Čuk (14. oktober 1898, Solkan – 19. marec 1962, Brežice), gimnazijski profesor, urednik.
- Klement Jug (19. november 1898, Solkan – 11. avgust 1924, Julijske Alpe), filozof, alpinist, planinski pisec.
- Igor Franko (23. september 1900, Solkan – ?), zobozdravnik.

## Rojeni v 20. stoletju
- Anton (Tone) Rutar (29. november 1901, Čadrg, Tolmin - 13. december 1996, Nova Gorica (pokopan na Sveti gori))[4], učitelj,  tigrovec, publicist, častni občan
- Jože Srebrnič (20. april 1902, Solkan – 6. april 1992, Solkan), slikar, grafik.
- Boris Kalin (24. junij 1905, Solkan – 22. maj 1975, Ljubljana), slovenski kipar. Bil je redni profesor za kiparstvo na ALU v Ljubljani, tudi njen rektor, redni član SAZU, trikratni dobitnik Prešernove nagrade ter dobitnik nagrade AVNOJ-a.
- Oton Ambrož (3. september 1905, Kromberk – 23. april 1994, Trst), časnikar, publicist.
- Srečko Vilhar (7. april 1907, Kromberk – 1. oktober 1976, Ljubljana), politični delavec, knjižničar.
- Albert Drašček (24. avgust 1907, Solkan – 3. november 1990, Córdoba, Argentina), izseljeniški publicist.
- Anton Brcko (5. april 1911, Osek – 21. februar 1939, Maribor), glasbenik, skladatelj.
- Ivan-Nino Kraigher (14. avgust 1908, Trst – 26. januar 1976, Ljubljana)[5], gradbenik, projektant.
- Jernej Kraigher (21. julij 1941, Ljubljana), arhitekt, oblikovalec, risar
- Viktor Smolej (15. september 1910, Prvačina – 5. april 1992, Ljubljana), literarni zgodovinar, leksikograf, prevajalec, literarni kritik.
- Zdenko Kalin (11. april 1911, Solkan – 11. november 1990, Ljubljana), kipar. Med leti 1948–1978 je poučeval kiparstvo na ALU v Ljubljani, bil je tudi rektor. Dvakrat je prejel Prešernovo nagrado (1959 za plastiko na pročelju poslopja Državnega zbora Republike Slovenije, 1982 za življenjsko delo),  nagrado AVNOJ-a ter nagrado Riharda Jakopiča. Njegovo najbolj znano delo je simbol RTVS - deček s piščaljo oz. pastirček.
- Franc Derganc (2. maj 1911, Ljubljana – 10. maj 1973, Ljubljana/Šempeter pri Gorici), zdravnik, kirurg, ortoped, medicinski pisec.
- Bogdana Stritar (1. september 1911, Solkan – 14. avgust 1992, Ljubljana), operna pevka, altistka. Leta 1974 je prejela nagrado Prešernovega sklada za pevsko delo.
- Vendelina Colja-Pavlin (31. oktober 1912, Branik – 25. maj 1985, Nova Gorica), slovenska politična delavka.
- Matej Bor - Vladimir Pavšič (14. april 1913, Grgar – 29. september 1993, Radovljica), pesnik, pisatelj, dramatik, prevajalec, literarni kritik.
- Olivia Bregant (7. avgust 1914, Solkan – 9. marec 2006), slikarka.
- Dušan Pirjevec (20. marec 1921, Solkan – 4. avgust 1977, Ljubljana), literarni zgodovinar in teoretik, urednik.
- Ludvik Gabrijelčič (16. avgust 1921, Solkan – 4. december 1985, Šempeter pri Gorici), politik, javni delavec, prvi župan Mestne občine Nova Gorica.
- Zorko Harej (22. december 1921, Dornberk – 30. januar 2010, Trst), glasbenik, kulturni delavec, javni delavec.
- Branko Jerkič - Zdravko (5.8.1925, Dobravlje - avgust 2016)[6], vojak, generalpolkovnik, vojaški funkcionar, nosilec partizanske spomenice in vojnih, vojaških in državnih odlikovanj; pomagal, da so vojaške enote pod njegovim poveljstvom gradile vodovode na Primorskem (Postojna–Pivka, Mrzlek–Gorica, Šempeter–Miren, Malovše–Dornberk–Branik–Branica, Čepovan–Lokve, višinski vodovod v Istri in kraški vodovod Brestovica–Sežana), ceste (zahtevnejši del Osimske ceste od Soče do državne meje, lokalne ceste) in telefonske povezave.
- Vladimir Makuc (8. maj 1925, Solkan – junij 2016), slikar, grafik. Je prejemnik nagradePrešernovega sklada, Prešernove nagrade, nagrade Riharda Jakopiča ter Velike nagrade Majskega salona za slikarstvo
- Cvetko Vendramin (27. april 1927 – ?), slikar samouk.
- Jožko Budin (13. junij 1928, Zalošče – marec 2013), elektrotehnik, predavatelj, dekan. Ustanovil in vodil je raziskovalni Laboratorij za antene in razširjanje valov (LARV) ter Laboratorij za optične komunikacije (LOK), danes združena v Laboratorij za sevanje in optiko (LSO).
- Jožko Štrukelj (31. december 1928, Solkan – 21. februar 2009, Nova Gorica), pravnik, politik, gospodarstvenik.
- Marijan Drobež (6. januar 1931, Ljubljana – 28. maj 2024[7], ??)[8], časnikar-komentator, dopisnik z Goriške, publicist, starosta primorskega novinarstva
- Silvester Komel (5. september 1931, Rožna Dolina – 24. december 1983, Rožna Dolina), slikar, likovni pedagog. V slovenskem slikarstvu je uveljavil abstraktni iluzionizem.
- Pavel Bone (29. januar 1932, Bate – 13. april 1998, Solkan), kajakaš na divjih vodah, izdelovalec čolnov.
- Tomaž Marušič (19. maj 1932, Solkan – 16. februar 2011), politik, odvetnik, zgodovinar. Bil je nekdanji minister za pravosodje.
- Pavel Medvešček (8. avgust 1933, Anhovo – 22. oktober 2020, ??), pisatelj, publicist, grafik, slikar. Za svoje delo je prejel Bevkovo nagrado za življenjsko delo.
- Hubert Bergant (13. november 1934, Kamnik – 19. januar 1999, Šempeter pri Gorici, pokopan na Sveti Gori), organist, čembalist, glasbeni pedagog. Bil je vodilni slovenski orglarski pedagog, ravnatelj glasbene šole v Šempetru pri Gorici, sodeloval je pri izgradnji orgel v Gallusovi dvorani.
- Štefan Cigoj (31. marec 1935, Solkan - ? september 2021, Solkan), politolog, diplomat.
- Danilo Brezigar (8. november 1936, Solkan – 11. september 1966, Nova Gorica), nogometaš, ekonomist.
- Metod Pirih (9. maj 1936, Lokovec - 23. marec 2021, Vipava), slovenski teolog, pedagog in škof.
- Lucijan Vuga (30. julij 1939, Solkan – 8. april 2006, Robič), strojni inženir, poslovnež, pesnik, pisatelj, venetolog.
- Milko Bratina (5. september 1939, Trst), arhitekt, urbanist.
- Tomaž Vuga (25. februar 1939, Solkan), arhitekt, urbanist, politik, publicist
- Sergij Peljhan (13. oktober 1939, ??), sociolog, politik. Bil je predsednik Slovenske izseljenske matice, direktor SNG Nova Gorica ter župan Mestne občine Nova gorica.
- Danilo Kovačič (19. julij 1940), poslovnež, ustanovitelj podjetja HIT.
- Jožko Harej (7. marec 1943, Dornberk), zborovodja in gradbenik.
- Vojteh Ravnikar (4. april 1943, Nova Gorica – 17. september 2010, Golnik), arhitekt. Njegov največji projekt je bila zgradba PDG Nova Gorica, današnjega SNG Nova Gorica.
- Danilo Bašin (15. april 1943, Solkan), javni delavec, pravnik, politik.
- Kostja Gatnik (11. september 1945, Ljubljana – 1. avgust 2022),  slikar, ilustrator, stripar, fotograf, grafični oblikovalec
- Bine Matoh (16. maj 1946, Zemelj), igralec.
- Mirko Brulc (2. oktober 1946, Lendava), politik, socialni pedagog, župan Mestne občine Nova gorica, poslanec.
- Negovan Nemec (23. april 1947 - 26. avgust 1987), akademski kipar, avtor številnih spomenikov v Novi Gorici
- Nevin Birsa (25. avgust 1947, Branik – 1. oktober 2003, Branik), pesnik.
- Bogdan Žorž (27. februar 1948, Dornberk – 6. marec 2014, Slovenija), psiholog, pedagog.
- Zorko Harej (17. januar 1949, Dornberk – 24. julij 1990, Nova Gorica), arheolog, zgodovinar.
- Bogdan Beltram (27. marec 1950, Nova Gorica), častnik, veteran. Dosegel je veliko odlikovanj, najvišji čin pa čin brigadirja.
- Emil Aberšek (27. september 1950, Mislinjska Dobrava – 27. marec 2017), režiser, dramaturg.
- Igor Vidmar (10. december 1950, Ljubljana),  novinar, glasbeni promotor in manager, producent, politični aktivist in komentator.
- Rajko Bratož (17. februar 1952, Branik), antični zgodovinar, univerzitetni profesor, akademik.
- Alan Jakin (9. september 1952, Nova Gorica – 16. april 2018), kitarist. Deloval je v skupinah Era, Jutro in Avtomobili, sodeloval tudi z Zoranom Predinom.
- Bogdan Benko (31. december 1952, Solkan), politolog, diplomat. Bil je veleposlanik na Portugalskem, na Danskem in v Italiji, opravljal je tudi službo državnega sekretarja na zunanjem ministrstvu.
- Srečko Fišer (15. junij 1953, Ajdovščina), profesor, prevajalec, publicist, dramatik. Bil je umetniški vodja PDG Nova Gorica.
- Danilo Zavrtanik (15. avgust 1953, Nova Gorica), fizik, pedagog, bil direktor Instituta Jožef Stefan, rektor Univerze v Novi Gorici.
- Niko Jurca (25. september 1953, Doblar - 14. maj 2024, Šempeter pri Gorici), arhitekt, urbanist in politik. Bil je načelnik Oddelka za okolje in prostor ter usmerjal razvoj prostora Mestne občine Nova Gorica in čezmejnega prostora Goriške, član Društva primorskih arhitektov, med 15. junijem 2000 in 8. decembrom 2000 je bil državni sekretar Republike Slovenije na Ministrstvu za okolje, prostor in energijo Republike Slovenije.
- Ervin Hladnik Milharčič (23. november 1954, Nova Gorica), novinar. Bil je urednik Radia Študent, zaposlen na Delu in Mladini. Je dobitnik nagrade Zlata ptica, leta 2002 mu je Društvo novinarjev Slovenije podelilo nagrado za najboljše novinarske dosežke.
- Jurij Mikuletič (21. november 1955, Ajdovščina/Trnovo pri Gorici - 4. september 2021), veterinar, ilustrator
- Karlo Devetak (1. julij 1957, Vrh sv. Mihaela, Italija), sociolog, politik, družbeni delavec. Med leti 1974–1975 je bil predsednik Mladinskega centra v Gorici. Leta 1984 je postal odgovoren za sedež Slovenskega raziskovalnega inštituta v Gorici.
- Danilo Zavrtanik, fizik in rektor Univerze v Novi Gorici
- Klavdij Tutta (12. januar 1958, Postojna), slikar, grafik.
- Mladen Franko (1958, Solkan), doktor znanosti, univerzitetni profesor, prorektor, raziskovalec
- Vida Mokrin Pauer (22. januar 1961, Šempeter pri Gorici), pesnica, pisateljica.
- Maja Vidmar (28. junij 1961, Nova Gorica), pesnica. Leta 2005 je prejela Jenkovo nagrado za pesniško zbirko Prisotnost.
- Jure Franko (28. marec 1962, Solkan), slovenski alpski smučar. Leta 1984 je osvojil prvo slovensko in jugoslovansko zimsko srebrno olimpijsko medaljo.
- Gianni Rijavec (27. avgust 1962, Trnovo pri Novi Gorici), pevec.
- Senko Pličanič (8. april 1963, Nova Gorica), pravnik in politik. Bil je minister za pravosodje in javno upravo.
- Marjan Štrukelj (24. september 1964, Nova Gorica), slovenski kajakaš.
- Igor Saksida (16. april 1965, Nova Gorica), literarni zgodovinar. Je predavatelj na Pedagoški fakulteti v Ljubljani in Pedagoški fakulteti v Kopru. Raziskuje predvsem mladinsko književnost ter didaktiko književnosti.
- Uroš Seljak (13. maj 1966, Nova Gorica), astrofizik, kozmolog. Je profesor na Univerzi Kalifornije v Berkeleyu in Univerzi v Zürichu.
- Vladimir Čadež[9] (1966, Solkan), profesor petja, pevec tenorist, umetniški vodja vokalnih skupin
- Boštjan Vuga (1966), arhitekt, publicist
- Nataša Velikonja (1967, Nova Gorica), sociologinja, pesnica, esejistka, prevajalka. Leta 2016 je bila za svoje delo nagrajena z Župančičevo nagrado.
- Mojca Širok (1968), novinarka, pisateljica.
- Bor Zuljan (1969, Šempeter pri Gorici), glasbenik, kitarist, lutnjar, solist, pedagog, solist, član več glasbenih skupin
- Fedja Marušič (10. oktober 1971, Solkan), kajakaš.
- Matej Arčon (4. november 1972, Šempeter pri Gorici), politik.
- Tatjana Mihelj (22. julij 1973, Nova Gorica), pevka.
- Uroš Kodelja (15. avgust 1974, Nova Gorica), slovenski kajakaš.
- Dean Podgornik (3. julij 1979, Šempeter pri Gorici), slovenski kolesar.
- Matjaž Nemec (10. april 1980, Nova Gorica), politik, poslanec...
- Matej Mugerli (17. junij 1981, Šempeter pri Gorici), slovenski kolesar.
- Saša Kolman (1. maj 1984, Nova Gorica), nogometaš, trener.
- Alen Jogan (24. avgust 1985, Nova Gorica), slovenski nogometaš.
- Matija Škarabot (4. februar 1988, Nova Gorica), slovenski nogometaš.
- Kris Jogan (14. september 1991, Šempeter pri Gorici), slovenski nogometaš.
- Ana Bucik (21. julij 1993, Nova Gorica), slovenska alpska smučarka.
- Evelina Kos (21. oktober 1996, Nova Gorica), nogometašica. Je članica Slovenske ženske nogometne reprezentance.

1. ↑  »Frančišek Doljak«.
2. ↑  »Jožef Godnič«.
3. ↑  »Pavšič Anton«.
4. ↑  »Anton Rutar«.
5. ↑  »Ivan Kraigher«.
6. ↑  »Branko Jerkič«.
7. ↑  noviSplet.com (28. maj 2024). »Poslovil se je naš dolgoletni sodelavec Marijan Drobež » Noviglas«. Noviglas. Pridobljeno 25. junija 2024.
8. ↑  »Marijan Drobež«.
9. ↑  »agencija Figaro«.